# Cláudia André
Cláudia Sofia Farinha André (24 de maio de 1971) é uma professora, deputada e política portuguesa. Ela é deputada à Assembleia da República na XIV legislatura pelo Partido Social Democrata.